# Hip hop soul
El hip hop soul es un subgénero del R&B contemporáneo. El término generalmente describe un estilo de música que combina el R&B y la producción de hip hop. El género es un punto medio entre el new jack swing y el neo soul, siendo muy popular a mediados de los años 1990.

## Historia

### Influencias musicales
Muchos de los artistas que han hecho grabaciones de hip hop soul previamente lo han hecho de new jack swing (o new jill swing, para las artistas femeninas), como por ejemplo Jodeci, SWV y TLC. La diferencia principal entre los dos fue que el hip hop soul era más duro y violento, y tenía menos influencias del R&B que el new jack swing. Por ejemplo, el hip hop soul usaba samples en vez de sintetizadores y destacaban fuertemente los elementos del hip hop de la costa este de los 90 y el gangsta rap. Uno de los pioneros en el género es el rapero gangsta Ice Cube con su canción It Was a Good Day, marcado con el particular estilo del West Coast. Mientras que el new jack swing estaba más influenciado por el R&B, el hip hop soul lo estaba por el hip hop, y sus principales artistas eran Montell Jordan (el primer artista de R&B en firmar por el sello de hip hop Def Jam Records), Blackstreet (liderado por Teddy Riley, el "inventor" del new jack swing), Groove Theory, Mariah Carey y la "Reina del Hip Hop Soul" Mary J. Blige, entre otros.

### Hip hop soul y el público
El hip hop soul también está considerado más "maduro" que otros estilos del R&B contemporáneo, y tiende a tener más éxito entre el público más veterano. Los artistas del hip hop soul usan un lenguaje y unos temas más adultos que otros subgéneros del R&B. 

### Nueva generación
Actualmente, el hip hop soul tiene mucha popularidad debido a jóvenes artistas que se han incorporado a este estilo. Algunos artistas son Jaheim, Amerie y Anthony Hamilton.

### España
En España destaca All Day Green que combina castellano e inglés (dada su procedencia norteamericana). Este artista se relaciona con artistas de hip hop español, tal es el caso de sus colaboraciones con DJ Makey o con Juaninacka. También ha colaborado con Nach en el disco de "Un Día en Suburbia", con Arma Blanca en su disco "Autodidactas" y con SFDK en su disco "Los Veteranos".

## Máximos exponentes
- Usher
- Chris Brown
- Nelly
- Akon
- Nate Dogg
- Keri Hilson
- Aaliyah
- Missy Elliott
- Destiny's Child
- Mariah Carey
- Mary J. Blige
- Ciara
- Montell Jordan
- Keyshia Cole
- Mónica
- BLACKstreet
- R. Kelly
- Groove Theory
- TLC
- Jaheim
- Anthony Hamilton
- John Legend
- Amerie
- Ginuwine
- Brandy
- Ashanti
- Faith Evans

- Datos: Q2256407